# Akçay (Edremit)
Akçay ist ein Ortsteil der etwa 8 km entfernt gelegenen Kleinstadt Edremit in der türkischen Provinz Balıkesir, mit 5.478 (Stand: 2022) Einwohnern. Er liegt am Golf von Edremit, auch als Olivenriviera bekannt, und grenzt an die Autobahn E 87 an.
Die Ortschaft ist vor allem durch den inländischen Tourismus geprägt, der in der Türkei seit den 1950er Jahren durch entsprechende Programme gefördert wurde. Akçay verfügt über mehrere Thermalquellen. Das Ortsbild wird von Sommerresidenzen bestimmt.